# Újezd (Albrechtice nad Vltavou)
Újezd je vesnice, část obce Albrechtice nad Vltavou v okrese Písek v Jihočeském kraji. Nachází se asi 4,5 kilometru jihovýchodně od Albrechtic nad Vltavou. Celý Újezd se dělí na několik částí – Spálená, Kolna, Mezerka, Dvůr a Hrad. V části hrad jsou patrné zbytky středověkého hradu. V dnešní době vesnice vyniká zejména chovem koní, který zužitkoval veškerou zemědělskou půdu v okolí. Chovy koní jsou dva, jeden v části zvané Dvůr, druhý pak v části Spálená. Vesnicí prochází červená turistická značka KČT. Významným podnikem v okolí je také blízký kamenolom. Újezd leží v katastrálním území Albrechtice nad Vltavou o výměře 13,01 km².

## Historie
První písemná zmínka o vesnici pochází z roku 1332.
V historii byla vesnice osídlena především zemědělci a voraři, díky blízké řece Vltavě k Újezdu patřil i vorařský hostinec pana Hrdličky, takzvaný splaz a také vaziště vorů. Plavecké řemeslo ve vsi vymizelo s příchodem první mechanizace do lesnictví, smrtelnou ránu mu ovšem zasadila stavba přehrady Orlík, jejíž vzedmutí hladiny dosahuje až k Újezdu. Orná půda v okolí je v dnešní době využívaná jako pastviny pro výše zmíněné chovy koní.

## Obyvatelstvo
| Rok            | 1869 | 1880 | 1890 | 1900 | 1910 | 1921 | 1930 | 1950 | 1961 | 1970 | 1980 | 1991 | 2001 | 2011 | 2021 |
| -------------- | ---- | ---- | ---- | ---- | ---- | ---- | ---- | ---- | ---- | ---- | ---- | ---- | ---- | ---- | ---- |
| Počet obyvatel | 282  | 281  | 226  | 243  | 244  | 218  | 188  | 134  | 124  | 102  | 68   | 42   | 28   | 57   | 51   |
| Počet domů     | 42   | 43   | 43   | 43   | 44   | 43   | 44   | 44   | 44   | 32   | 26   | 37   | 45   | 55   | 47   |

## Pamětihodnosti
Název lokality Hrad je odvozen od skutečnosti, že ve středověku zde stával hrad jménem Újezdec (některé prameny uvádějí název Kozí Hrad). První pojmenování Újezdec se objevuje na začátku 14. století, kdy toto území patřilo králi, později připadá Záviši z Robné. Zpustl v průběhu první poloviny 16. století, protože tehdejší majitelé na hradě nesídlili a při prodeji Janu Malovci z Malovic je roku 1548 uváděn jako pustý. Hrad poté posloužil jako zdroj stavebního materiálu a byl rozebrán. Některé domy v části hrad dodnes využívají hradní sklepení jako sklep.

## Galerie

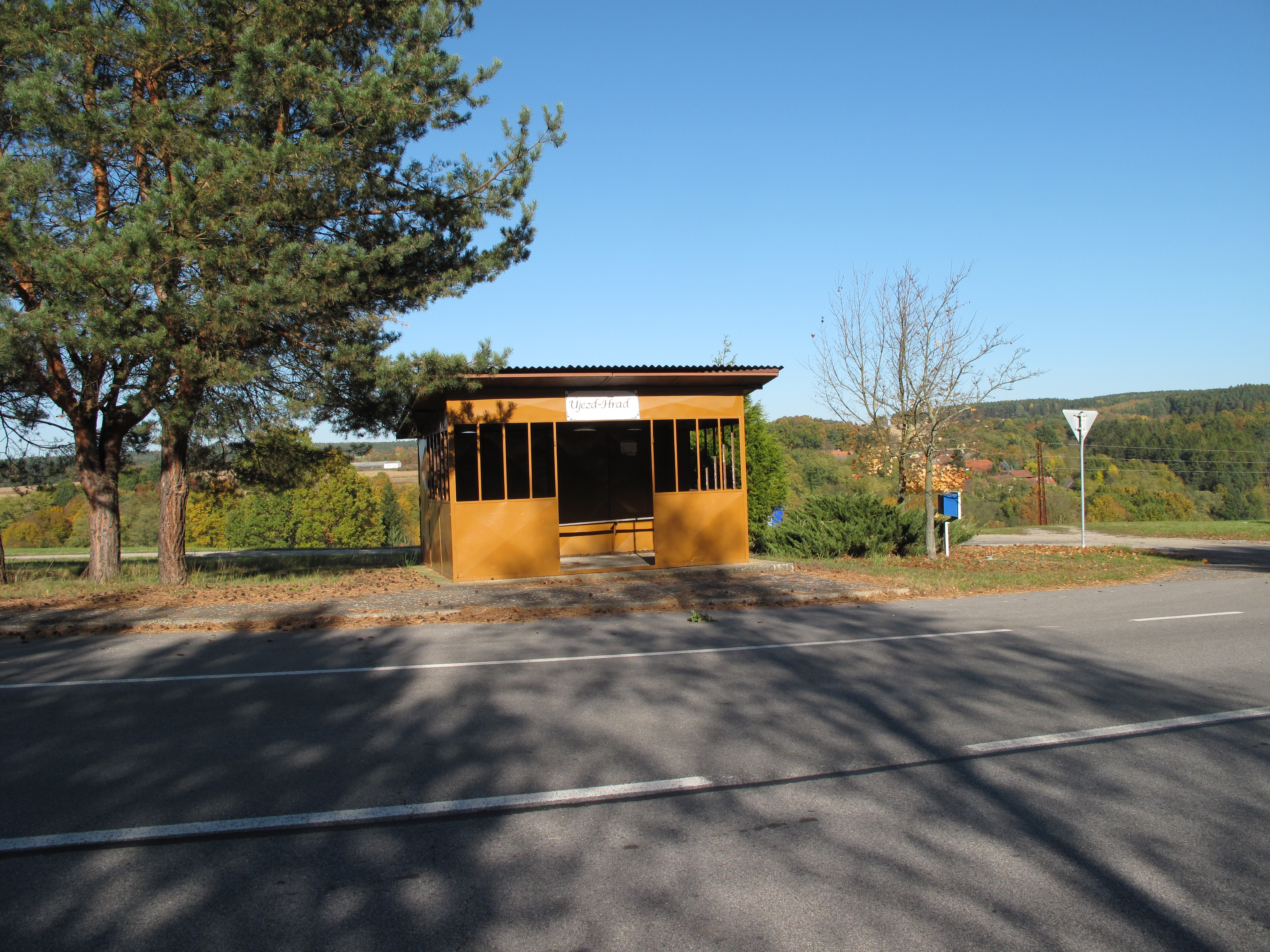
Autobusová zastávka
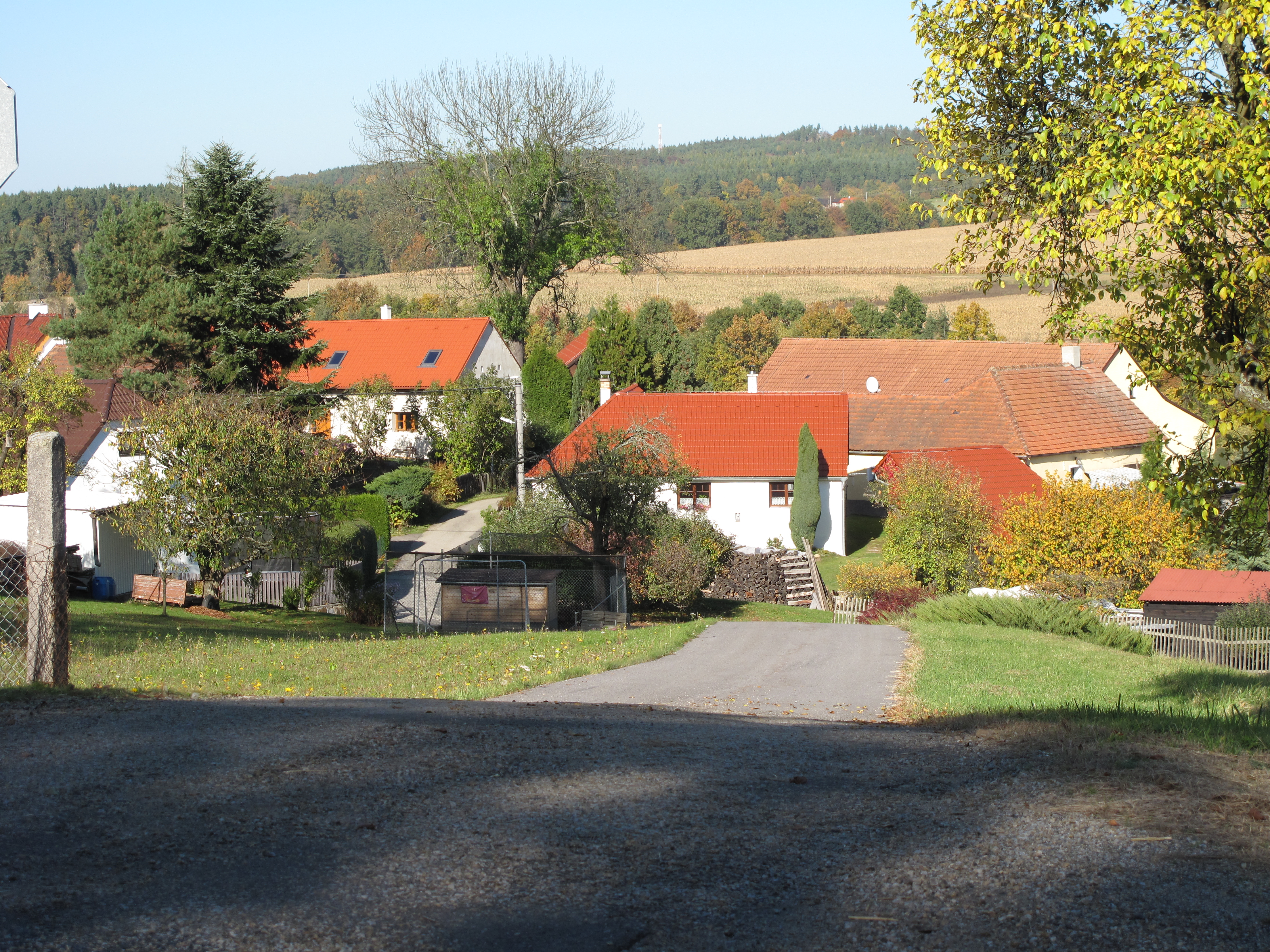
Chalupy
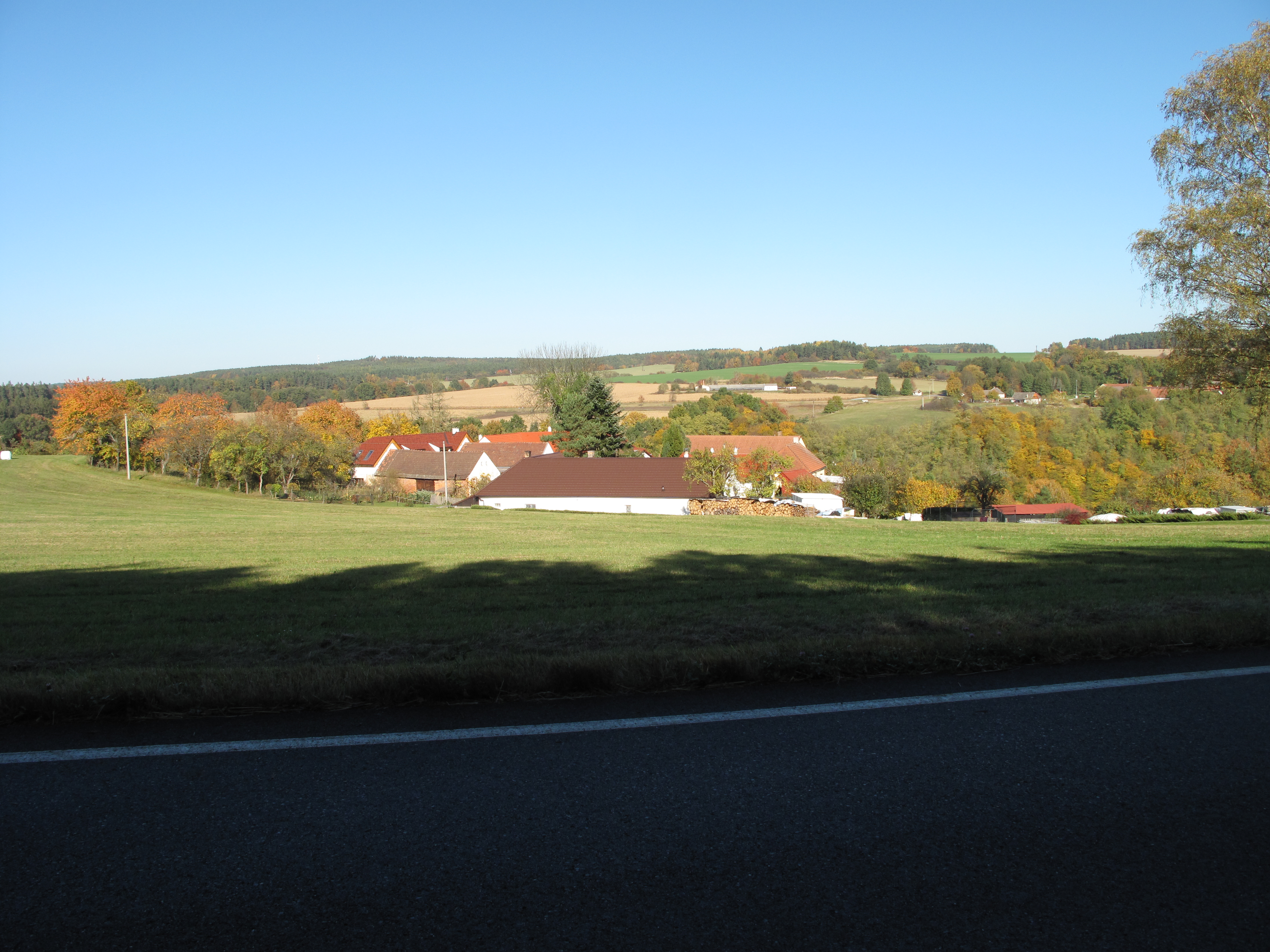
Domy za silnice